# Carl-Heinz Rühl
Carl-Heinz Rühl (Berlino, 14 novembre 1939 – Colonia, 30 dicembre 2019) è stato un calciatore tedesco, di ruolo attaccante.

## Palmarès

### Giocatore

#### Club
- Coppa di Germania: 1

Colonia: 1967-1968

#### Individuale
- Capocannoniere della Coppa delle Coppe: 1

1968-1969 (6 gol)

### Allenatore
- Zweite Liga: 1

Karlsruhe: 1974-1975